# إيفا كوبا
إيفا كوبا (مواليد 3 يناير 1987) هي سياسية بوليفية، تشغل حالياً منصب عمدة مدينة إل ألتو.